# Airblue
Airblue – pakistańskie prywatne linie lotnicze z siedzibą w Karaczi. Obsługują połączenia krajowe, do krajów azjatyckich oraz do Wielkiej Brytanii. Głównym hubem jest port lotniczy Karaczi.
Dnia 28 lipca 2010 roku doszło do katastrofy samolotu Airbus A321, należącego do tych linii.
Agencja ratingowa Skytrax przyznała liniom Airblue dwie gwiazdki.